# Bakairís
Els bakairís són un poble indígena del Brasil. Parlen el bakairí, una de les llengües carib. Es diuen Kurâ, sent Bakairi un terme portuguès d'origen desconegut. Actualment viuen als territoris indígenes de Santana i Bakairi del nord de Mato Grosso, al municipi de Paranatinga, al nord del cerrado, al sud de la selva tropical amazònica. Com la majoria dels pobles nadius, eren més nombrosos abans del contacte europeu. El 1999 hi havia uns 950 Bakairi, dels quals 898 vivien als dos territoris indígenes. El 1965 només es van registrar 261.

## Història
Segons els bakairi, primer vivien a la selva tropical de Teles Pires (una branca dels Tapajos) per sota de la seva confluència amb el Verde, un gran afluent esquerre que arriba a l'oest de Sinop (Mato Grosso) a uns 1000 km al sud de l'Amazones, a 400 km al nord de Cuiaba i a 200 km a l'oest del Xingu. A causa de disputes internes i conflictes amb els seus veïns, principalment els kaiabis, es van desplaçar cap al sud en tres grups.
El petit grup occidental es dirigia cap al sud fins a "Santana" a la part superior del riu Arinos, a uns 250 km al nord de Cuiaba. Es van contactar per primera vegada a principis del segle xviii i van començar a treballar en l'extracció de minerals. A partir del 1847 van estar relacionats amb la Direcció General d'Índies a Cuiaba i més tard van començar a treballar en l'extracció de cautxú on sembla que han estat maltractats. Als anys vint i seixanta, molts es van traslladar a l'est cap al grup central. El 1965 es va establir un lloc indígena que ara és el territori indígena de Santana o Territorio Kurâ Bakairi. Es van resistir a l'assimilació. La primera escola es va crear el 1975.
El grup central es va desplaçar cap al sud fins a la capçalera dels Teles Pires, a uns 150 km a l'est de Santana. Els portuguesos van contactar-los per primera vegada a principis del segle xix i van començar a treballar en l’agricultura i la ramaderia. El 1889 un capità Telles Pires va prendre molts bakairis com a remers per explorar el riu que ara porta el seu nom, però tots van morir. El territori indígena Bakairi es va establir aquí el 1920. És aproximadament el doble del territori occidental. Alguns xavantes es van traslladar del Xingu al Territori, superant en nombre els bakairís, però el 1974 van tornar al riu Coluene, branca del Xingu.
El grup més gran i oriental es va traslladar al Xingu superior al nord-est del grup central, una zona gairebé desconeguda pels europeus. Aquí van perdre el contacte amb els altres dos grups. El 1884 Karl von den Steinen va fer que Bakairi el dirigís cap al grup oriental del riu Batavi. Quinze anys després, un altre explorador alemany, Hermann Meyer, els va trobar al riu Coliseu (una altra branca del Xingu) i els va jutjar despoblats i corroïts per la "civilització" occidental. El 1923 sembla que es van traslladar al centre de Bakairí.

## Etnografia
Karl von den Steinen va estudiar el poble bakairí i es va escriure un esquema del seu idioma. Van assolir protagonisme en l'etnografia occidental després que Ernest Crawley esmentés un dels seus costums a la seva obra The Mystic Rose: A Study in Primitive Marriage (1902). Crawley va esmentar una pràctica alimentària entre ells:
| « | Entre els bakairís cada home menja per ell mateix; quan es menja en presència d'un altre, és el costum fer-ho amb el cap desviat, mentre que l’altre gira l'esquena i no parla fins que ha acabat l'àpat. Quan l'explorador alemany, sense saber-ho, va menjar el seu dinar sense avisar-ho, van penjar el cap i van mostrar a la cara veritable vergonya | » |

Crawley va utilitzar això per reforçar la seva generalització segons la qual "cada individu, com a tal, està envoltat d'un tabú d'aïllament personal", un argument que va implicar la curiositat de Sigmund Freud al seu article sobre "El tabú de la virginitat" el 1918.